# Seleção Bengali de Futebol
A Seleção Bengali de Futebol ou Seleção de Futebol do Bangladesh (em bengali: বাংলাদেশ জাতীয় ফুটবল দল) é a seleção nacional do Bangladesh e é controlada pela Federação de Futebol do Bangladesh, pertencente à Confederação Asiática de Futebol. A competição principal que essa seleção disputa são as Eliminatórias para a Copa do Mundo da FIFA. A equipe foi eliminada no primeiro turno da sua única participação na Copa da Ásia em 1980, e foram campeões da Ásia do Sul, uma vez, em 2003. À semelhança do que acontece noutras partes do subcontinente, o nível de futebol em Bangladesh não é dos melhores. A equipe foi fundada em 1972, tendo se juntado a FIFA em 1974.
Para além das vitórias contra a Indonésia e a Tailândia, em seu primeiro ano disputando a qualificação para a Copa do Mundo em 1986, o Bangladesh tem lutado para impor-se. A nível regional, que também se manteve na "segunda geração", enquanto na Ásia, a equipe está constantemente a tentar melhoras de qualidade em seu grupo. 
Durante a Millennium Super Cup de 2001, o Bangladesh passou pela fase inicial e chegou ao grupo de finalistas. No entanto, a associação está atualmente a trabalhar lado a lado com o programa Asia Vision, que irá tentar a sua reestruturação interna da Liga, bem como iniciar trabalhos com jovens para o esporte. Estas iniciativas estão a chegar no momento certo para o futebol em Bangladesh.
O futebol tem uma enorme continuidade no Bangladesh na qual foi exemplificado quando a equipe nacional fez história em sua vitória na Copa da SAFF em 2003. Além disso, venceu a final com mais de 50000 espectadores de Maldivas apoiando a Seleção Local.
Kazi Salahuddin é o mais famoso jogador de futebol bengali, tendo jogado futebol profissional, em Hong Kong, sendo o primeiro jogador de Bangladesh a conseguir fama fora do país.
Outro jogador famoso é Chingla Mong Chowdhury Murruy. Ele é uma personalidade famosa do futebol em Bangladesh. Murruy jogou antes da Guerra de Independência de Bangladesh, realizada entre 1952-1969, onde ele era o capitão do time do Paquistão no campeonato. Ele treinou, foi conselheiro, e também recebeu o prêmio nacional do futebol. Ele também lutou por seu país, na guerra da libertação, em 1971. O atual treinador da Seleção é o inglês e neozelandês Andrew Ord.

## História naCopa do Mundo
- 1930 até 1982 - não entrou; fazia parte do Império Britânico até 1947 e era também parte do Paquistão entre 1947-1971

- 1986 até 2018 - não se qualificou

## História naCopa da Ásia
- 1956 até 1973 - não entrou
- 1980 - primeira fase
- 1980 até 2019 - não se qualificou

## História naAFC Challenge Cup
- 2006 - Quartas-de-final
- 2008 - Não se qualificou, 3º lugar no grupo de classificação
- 2010 - Fase de grupos
- 2012 - Não se qualificou, 3º lugar no grupo de classificação
- 2014 - Não se qualificou, 2º lugar no grupo de classificação

## História na Copa da SAFF
- 1993 - Não participou
- 1995 - 3º lugar
- 1997 - Não participou
- 1999 - Vice-colocada
- 2003 - Campeã
- 2005 - Vice-colocada
- 2008 - 1ª Fase

## Treinadores
- Abdur Rahim (1975–1978)
- Warner Beckenhoft (1978–1980)
- Gerd Schmidt (1982)
- Kazi Salahuddin (1985–1988)
- Nasser Hejazi (1989)
- Oldrich Swab (1993)
- Kang Man-young (1994)
- Otto Pfister (1995–1997)
- Samir Shaker (1998–1999)
- Mark Harrison (2000)
- Hasanuzzaman Bablu^ (2000)
- György Kottán (2000–2003)
- Golam Sarwar Tipu (2003)
- Andrés Cruciani (2005–2007)
- Hasanuzzaman Bablu (2006, interino)
- Syed Nayeemuddin (2007–2008)
- Abu Yusuf (2008)
- Shafiqul Islam Manik (2008)
- Edson "Dido" Silva (2009)
- Shahidur Rahman Shantoo (2009)
- Zoran Đorđević (2010)
- Saiful Bari Titu (2010)
- Robert Rubčić (2010–2011)
- Nikola Ilievski (2011)
- Saiful Bari Titu (2012)
- Lodewijk de Kruif (2013–2014)
- Saiful Bari Titu (2014–2015)
- Lodewijk de Kruif (2015)
- Fabio Lopez (2015)
- Maruful Haque (2015–2016)
- Gonzalo Sanchez Moreno (2016)
- Lodewijk de Kruif (2016)
- Tom Saintfiet (2016)
- Andrew Ord (2017–2018)
- Jamie Day (2018–)